# 시칠리아 축구 국가대표팀
시칠리아 축구 국가대표팀(시칠리아어:Naziunali Siciliana di Palluni)은 시칠리아를 대표하는 축구팀이다. 2020년에 설립된 시칠리아 축구 협회가 관리하고 있다.
국제 축구 연맹이나 유럽 축구 연맹에 가입되지 않았으므로 FIFA 월드컵이나 UEFA 유럽 축구 선수권 대회에 참가할 수 없다. 그러나 2021년 6월부터 시칠리아 축구 협회는 독립 축구 협회 연맹에 가입하 팀은 CONIFA 월드컵과 CONIFA 유럽 축구 컵에 참가할 수 있게 되었다.

## 역사
과거 일부 언론인과 시칠리아주의 계에서는 이미 시칠리아 국가대표팀 창설을 제안한 바 있었다.
이후 관련 프로젝트는 CONIFA와의 첫 접촉 이후 2019년에 시작되었다. 이 프로젝트는 시칠리아의 세 대도시 ( 팔레르모, 카타니아, 메시나 )의 창립 위원회의 도움 덕분에 성공하게 되었다. 시칠리아 축구 협회의 공식 설립은 2020년 5월 15일로 거슬러 올라가며 공식 활동은 2021년에 시작되었다.
시칠리아 축구 협회의 주요 목표 중 하나는 축구를 통해 시칠리아 국가 정체성을 홍보하는 것이였다. 실제로 시칠리아 축구 국가대표팀의 주도권은 시칠리아가 고유한 지리적 특성, 역사, 언어 및 문화를 가진 나라 없는 민족들의 대표한다는 사고에 기반한다. 시칠리아 축구 협회는 이러한 목표를 실현하기 위해 Accademia della Lingua Siciliana 및 문화 협회 " Lu Statutu "와 파트너십을 체결했다.
머지 않아 시칠리아 축구 협회의 탄생은 마리오 발로텔리에서 빈첸초 그리포에 이르기까지 시칠리아 축구 국가대표팀 선수로 뛸 수 있는 선수들의 참여에 대한 기대를 갖게 되었다..
CONIFA의 글로벌 집행 위원회는 2021년 6월 27일에 시칠리아 축구 협회를 회원으로 승인했다

## 같이 보기
- 시칠리아